# Dějiny Židů ve Spojených státech amerických

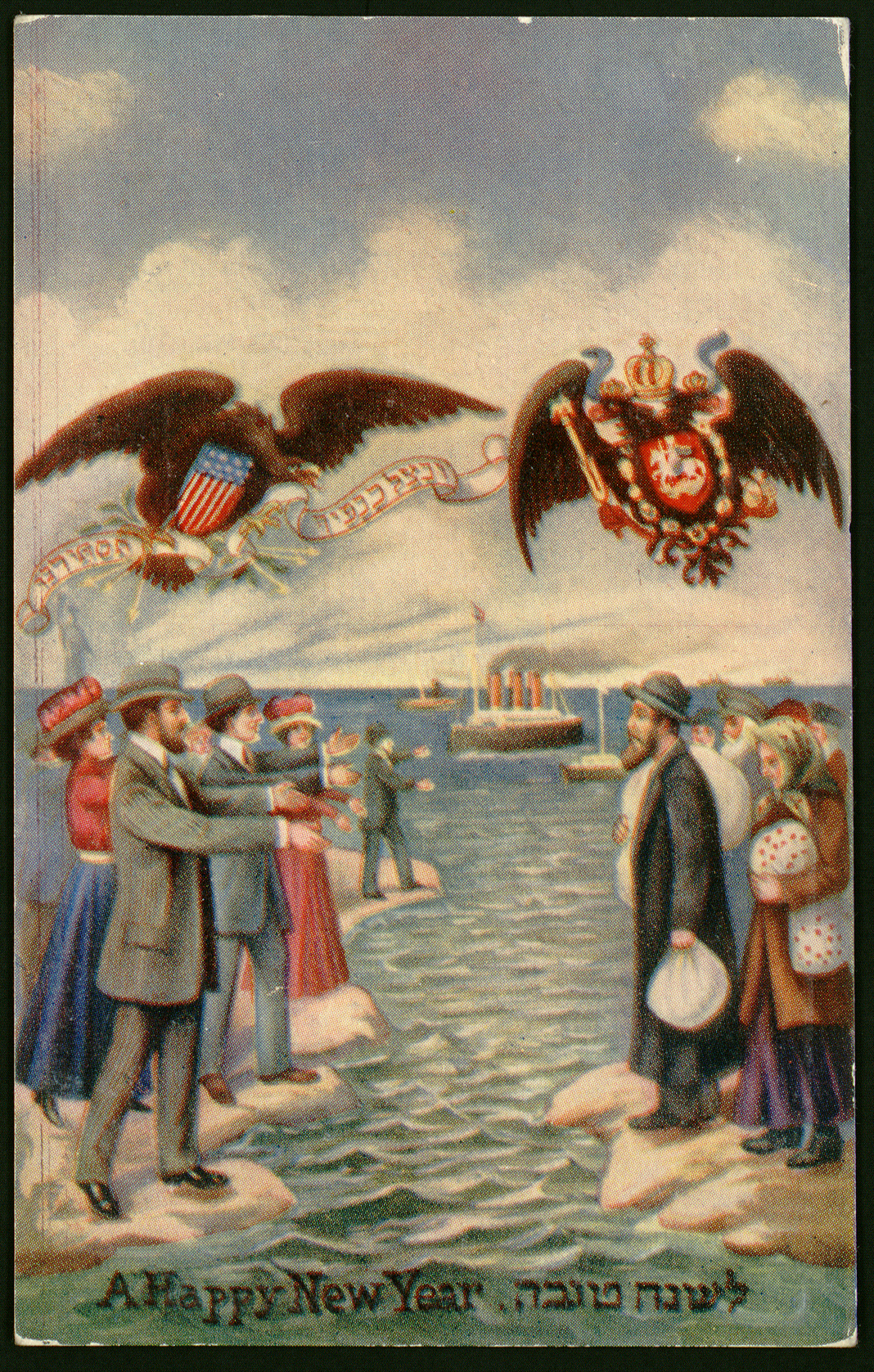
„Skryj mě ve stínu tvých křídel“ Žalm 17:8. Američtí Židé vítají s otevřenou náručí své východoevropské bratry. Naivní malba. Rané 20. století.

Dějiny Židů ve Spojených státech amerických se datuje k příchodu prvních nizozemských osadníků (1654) do oblasti dnešního New Yorku. V polovině a ke konci 19. století přicházeli němečtí Židé z civilizačně vyspělých oblastí a usadili se po celém území Spojených států. Mezi lety 1880 a 1924 přišlo velké množství chudých východoevropských Židů hovořících jazykem jidiš, kteří se usadili zejména v New Yorku a dalších velkých městech. V první polovině 20. století byla imigrace citelně zbrzděna imigračními zákony. Až na toto období vždy USA poskytovaly Židům z celého světa útočiště před pronásledovateli a daly jim šanci se uplatnit. Židé pak svou kulturou, podnikavostí a vzdělaností významně přispěli k budování a formování Spojených států a jejich společnosti. Americká židovská komunita zase sehrála důležitou roli v dějinách židovského národa. V minulosti absorbovala velkou část evropského židovstva a od druhé světové války je nejpočetnější komunitou na světě, která se podílela na zrodu židovského státu Izrael a dosud jej podporuje. V neposlední řadě jsou Spojené státy hlavním kulturním a náboženským centrem židovského národa.

## Příchod Židů a osidlování USA (do roku 1881)
První Židé se na území dnešních Spojených států objevují roku 1654 s nizozemskými osadníky, kteří zde zakládají Nový Amsterodam. Bylo to celkem 23 sefardských židovských rodin, využívajících náboženské tolerance v nizozemských koloniích. Po dobytí Nového Amsterodamu Brity roku 1664 se situace pro Židy nemění. Využívají možností svobody podnikání a živí se jako kupci či obchodníci, často s orientací na zemi původu. Jako národnostní skupina jsou sice málo početní, ale silně integrovaní. Po dlouhých staletích žijí v náboženské svobodě.

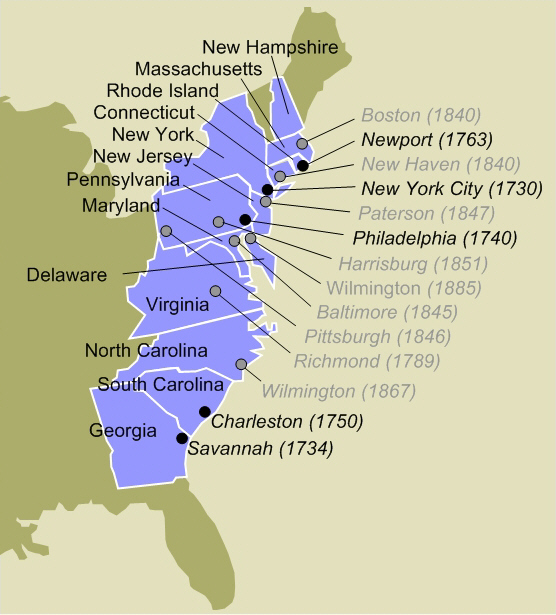
Rozšiřování židovského obyvatelstva ve 13 britských severoamerických koloniích.

V následujících letech dochází k migraci a rozšiřování židovského obyvatelstva mimo New York do dalších měst. Mezi první patří Newport (1680), dále pak Lancester (1730), Savannah (1733), Filadelfie (1747), Charleston (1750), New Haven (1759), Richmond (1789) atd. Na obyvatelstvu severoamerických britských kolonií se židovská populace podílela počátkem 18. století pouze zanedbatelným zlomkem - tvořila 0,01%. Počátkem 18. století začíná z Evropy migrovat stále více Aškenázských Židů, a to zejména z Německa a Polska. Již v první polovině století (1730) získávají majoritní postavení, avšak i nadále zůstává dominantní sefardská liturgie.
Na židovskou identitu (etnickou i náboženskou) mají vliv výborné životní podmínky v koloniích, mezi něž patří obrovské množství volného prostoru, útočiště před náboženskou perzekucí. To vše tvořilo vhodnou imigrační oblast jak pro Židy postihované pronásledováním, tak pro Židy postižené ekonomickými nesnázemi. Integrací do nově vznikající společnosti dochází k ústupu původních jazyků imigrantů (němčina, jidiš, španělština, ladino), které nahrazuje angličtina. V kontrastu s touto integrací posiluje židovská identita. Dochází k zakládání synagog (první založena v New Yorku roku 1729) a židovských škol (první založena v New Yorku roku 1755). Když začala válka za nezávislost, stála velká část židovského obyvatelstva na straně povstalců právě proto, že se díky nově nabytým svobodám přimkli ke svobodné Americe.

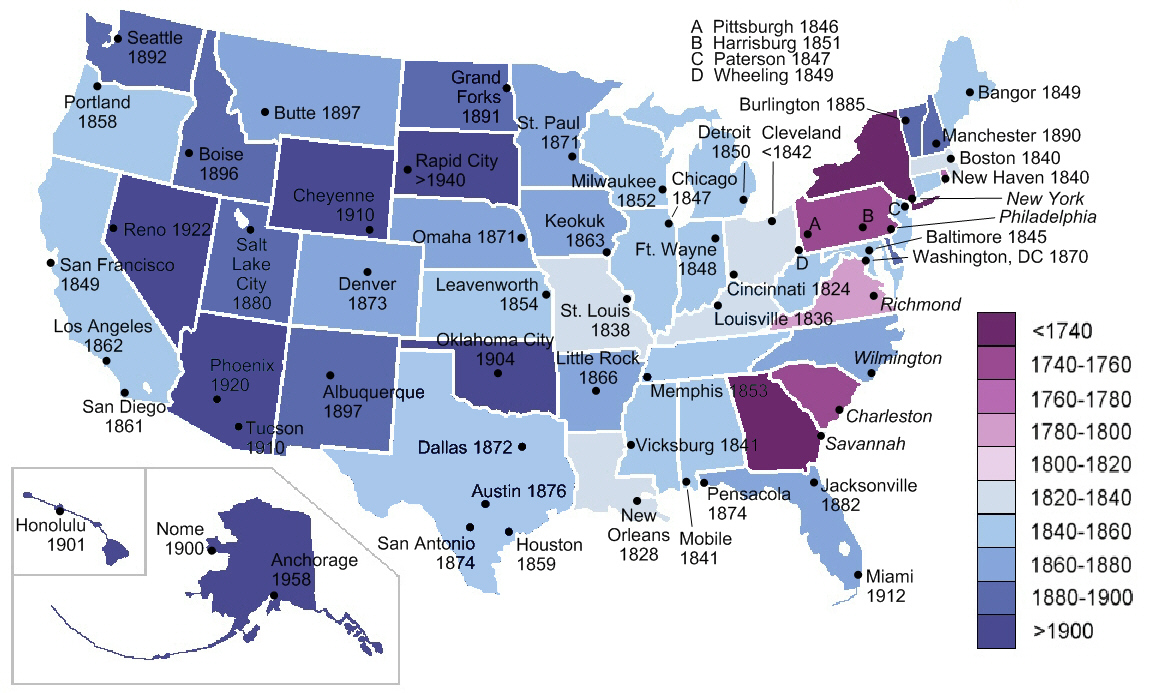
Mapa významných židovských kongregací ustanovených do roku 1776

Úplné zrovnoprávnění Židů nastalo po vyhlášení nezávislosti přijetím ústavy, která zaručovala odluku církve od státu a rovnost před zákonem. V jednotlivých státech padla poslední překážka v roce 1826 v Marylandu, kde byl přijat zákon umožňující výkon politické funkce bez přijetí křesťanské přísahy.
Ke konci 18. století se ve Spojených státech nacházelo 1600 Židů. Tento počet se v následujícím století téměř zestonásobil (v letech 1820-1880 se zvýšil ze 2700 na 250 000). Většina z přistěhovalců pocházela z civilizačně vyspělých oblastí (převážně německy mluvících zemí). Začalo poněmčování kultury a započala transformace ortodoxního judaismu na reformní. Ideologii reformního hnutí definoval tzv. Pittsburský program (1855). Mezi charakteristické znaky nového reformního judaismu patří ústup hebrejštiny coby liturgického jazyka a její náhrada angličtinou, zkrácené modlitby a nahrazení rabínských kázání, dále pak dodržování jen těch micvot, které jsou aktuální a jsou v souladu s moderní morálkou a v neposlední řadě odmítnutí teorie návratu do Země Zaslíbené a názor, že Židé nejsou národ, ale náboženská obec. Tyto principy zůstaly základními zásadami reformního judaismu až do roku 1937. Tento nový směr posiluje integraci do americké společnosti. Židé se tak dostali do nových pozic - na severu Spojených států zakládají banky, továrny a obchodní společnosti, naproti tomu na jihu se věnují plantážnictví, vlastní otroky atd. Občanská válka (1861-1865) byla i válkou Židů, kdy proti sobě stálo 10 000 Židů na straně Unie a 3 000 Židů na straně Konfederace.
Rozšiřování území s židovskou populací souvisí s intenzivní imigrací, která začíná 40. letech 19. století. Židovské komunity se nově objevují v oblasti Velkých jezer (Chicago, Cincinnati, Cleveland, Detroit, Milwaukee), Kalifornii (San Francisco). Hlavním jádrem však i nadále zůstává severovýchodní pobřežní pás s městy New York, Filadelfie, Baltimore a Boston.
Zhruba od poloviny 19. století se začíná zvyšovat sociální status Židů (dříve několik obchodníků, průmyslníků, lékařů, ale především potulných kupců), kteří se začínají zaměřovat na finančnictví a podnikání. V bankovnictví je známé například jméno předního amerického bankéře Josepha Seligmana. Trendem počátku 80. let je vytvořením malé majetné a vzdělané skupiny obyvatel, odlišující se pouze náboženstvím, která by díky svému postavení a charakteru neměla poznat náboženské represe a antisemitismus.

## Příliv imigrantů z východní Evropy (1881-1914)
Po atentátu na ruského cara Alexandra II. (1881) začala v Rusku série nelítostných pogromů (Oděsa, Varšava, Balta atd.). Reakcí na ně byla emigrace do té doby nebývalého rozměru, kdy 85 % emigrantů mělo za cíl právě Spojené státy. Další emigraci měl za následek pogrom v Kišiněvě (1903). Tento příliv imigrantů z východní Evropy znamenal změnu podílu židovského obyvatelstva na celkové populaci z 0,5 % na 3,4 %. V absolutních číslech znamenala tato migrace mezi lety 1880 až 1914 vzrůst počtu židovského obyvatelstva z 25 012 na 3 300 000.
Na rozdíl od imigrantů z první poloviny 19. století, kteří pocházeli z civilizačně vyspělých oblastí, je populační skladba této migrační vlny odlišná. Většina migrantů pocházela z chudých poměrů ghett východní Evropy, hovořili jidiš a hlásili se k ortodoxnímu judaismu nebo chasidismu. Mezi hlavní destinace patřil New York, v němž Židé počátkem století tvořili 29 % populace, a zejména pak Manhattan, v němž vznikla tzv. židovská čtvrť v části Lower East Side. Tato malá (4 km²), velmi zalidněná oblast (r. 1893 byla v 10. volebním obvodu hustota zalidnění 20 000 obyvatel/km²) byla zastavěna převážně činžovními doby o 5-8 podlažích. Z počátku musela většina Židů pracovat v šicích dílnách při pracovní době až 70 hodin týdně.
Situace v oděvním průmyslu se však změnila a již roku 1888 patřilo Židům 234 z celkových 241 oděvních dílen. Když se v roce 1913 stal oděvní průmysl hlavním průmyslovým odvětvím New Yorku, nacházelo se zde 16 552 továren a dílen, zaměstnávající na 312 tisíc pracovníků, a všechny patřili židovským majitelům. Pracovitost, spořivost, rychlá adaptabilita a především důraz na vzdělání vedl k tomu, že se již téměř po patnácti letech stěhovali do lepších čtvrtí a následující generace se už řadila mezi střední třídu pracující v terciárním sektoru průmyslu. Židé upřednostňovali vzdělání nejvíce ze všech imigrantských skupin.
Změna sociálního postavení se odrážela i ve změnách, které nastaly v rámci židovské komunity. Zde nastal zvrat v převažující denominaci, kdy se změnil poměr mezi ortodoxním a reformním judaismem. V porovnání mezi lety 1880 a 1890 se změnil počet reformních synagog z 90 % na necelých 41 %. Proměna však nadále pokračovala a znovuobrozený ortodoxní judaismus rychle slábl a byl nahrazen denominací specifickou pro Spojené státy, a to judaismem konzervativním.
Vzestup zaznamenal také jidiš, v němž vycházelo počátkem 20. století v New Yorku 600 000 výtisků novin za den. Tato směsice němčiny a hebrejštiny se uplatňovala také v literatuře a divadelních souborech. Nicméně postupně byl také vytlačován angličtinou.
V tomto období také zesílily antisemitské tendence, a to především díky překotnému růstu židovské populace, její koncentraci, vizuální odlišnosti a v neposlední řadě také prosazením se v některých odvětvích. Křesťané považovali Židy za ohrožení amerického způsobu života a úspěchy některých jejich „židovských bratrů“ mezi nimi vzbuzovaly zášť. Svůj podíl na vzrůstu těchto tendencí měl i příchod katolíků se silnou antisemitskou tradicí. Tato protižidovská propaganda, počínající v 90. letech 19. století (např. zákazem vstupu do vybraných hotelů a klubů, vyloučení z více druhů zaměstnání atp.) vyvrcholila různými diskriminačními opatřeními ve 20. a 30. letech 20. století, ta však zdaleka nedosáhla rozsahu jako jinde ve světě.

## Meziválečné období

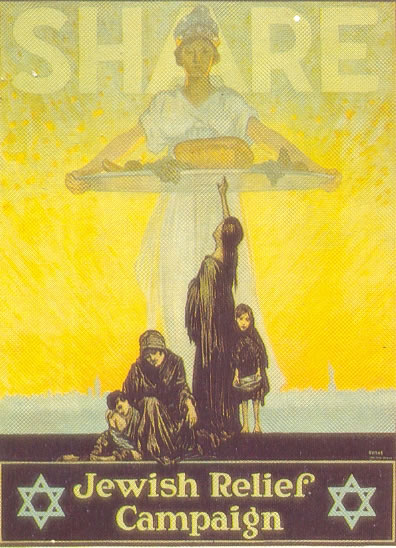
„Poděl se!“ Plakát americko-židovské pomocné organizace Joint, asi 1915.

Meziválečné období se neslo ve znamení problémů integrace. První světová válka postavila před americké Židy množství svízelných problémů. V listopadu 1914 vznikla pomocná organizace American Jewish Joint Distribution Committee, která měla za cíl finanční organizaci sociální a lékařské pomoci pro evropské Židy. Problém však byl v otázce politické podpory. Americký židovský výbor, reprezentující americké Židy, byl loajální k diplomacii administrativy USA, jež se klonila na stranu Dohody. Uvědomoval si však zároveň, že hlavním nepřítelem Židů ve východní Evropě je antisemitské carské Rusko, a že by vítězství Německa na východní frontě mohlo znamenat zlepšení situace pro místní židovské komunity. Z obavy před růstem antisemitských nálad se však vzdali výraznější snahy se v této záležitosti angažovat.
Situace po první světové válce se v USA mění. Spojené státy se stávají izolacionistickou zemí a snahou je zajistit převahu bílého protestantského obyvatelstva. Ve 20. letech jsou přijaty tři přistěhovalecké zákony, stanovující roční kvóty pro příjem přistěhovalců. Pravděpodobně nejznámější je v pořadí druhý, tzv. Johnsonův zákon z roku 1924, který umožňoval přijetí imigrantů v množství maximálně 2 % obyvatel daného státu v USA k roku 1890, což bylo pouhých několik tisíc imigrantů ročně. Přijetí těchto zákonů znamenalo tragédii pro Židy z východní Evropy, kteří tak ztratili možnost útočiště. Množství židovských imigrantů kleslo nejprve pod 50 000/rok, pak na 10 000/rok a v první polovině 30. let se pohybovalo v rozmezí 2000-5000/rok. Tyto kroky měly za důsledek vzrůst významu britského mandátu Palestiny, jakožto nového cíle imigrace evropských Židů. V polovině 20. let imigrace do Palestiny převýšila imigraci do USA.

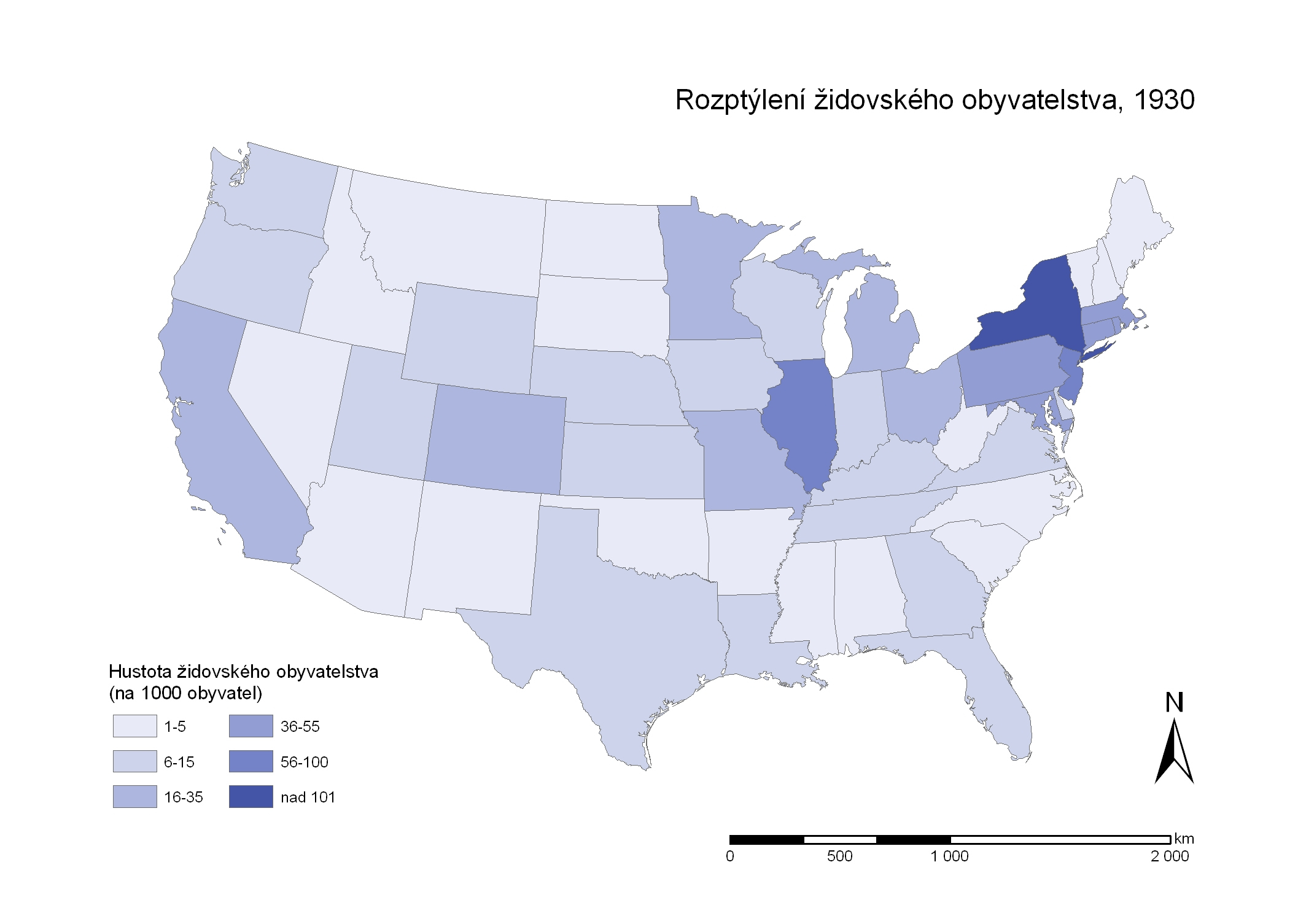
Hustota zalidnění židovské populace, 1930

Během 20. a 30. let 20. století byla patrná snaha Židů ještě více se integrovat do americké společnosti. Mezi tyto snahy patří mírný rozptyl populace (tzn. nežít ve zcela uzavřených komunitách), ústup náboženství do pozadí, dominance angličtiny, sňatky s nežidy atp. Toto období je zároveň obdobím největšího rozmachu antisemitismu v dějinách USA. V tomto období vzrůstají aktivity Ku-Klux-Klanu, rasistické teorie jsou šířeny prostřednictvím antisemitských periodik a Židé jsou diskriminováni v zaměstnání. Tento jev však nezasahoval do individuálních svobod občanů. Jedním z iniciátorů protižidovské kampaně byl i průmyslník Henry Ford. Zřejmě nejzásadnějším zásahem byly kvóty (numerus clausus) pro židovské studenty na řadě univerzit (i na Harvardu), které omezovaly přístup Židů ke vzdělání.
Přesto však byl zaznamenán demografický vzestup Židů, z nichž většina již náleží do střední třídy. Otevřenost novým trendům a poznatkům jim otevřela nová odvětví (např. všechny hollywoodské filmové společnosti vyjma jediné jsou založeny Židy) a podpora programu prezidenta F. D. Roosevelta New Deal jim přinesla posílení pozic. Přesto však se představitelé amerických Židů neodhodlali k vyvíjení nátlaku na vládu při prosazování vyšších kvót pro uprchlíky před nacismem. Až na dílčí zvýšení přistěhovalectví na přelomu 30. a 40. let byla většina Židů v Evropě ponechána nacismu (omezená byla i imigrace do Palestiny).

## Vývoj po druhé světové válce
Po druhé světové válce se stává židovská obec v USA nejdůležitějším centrem židovského národa a snaží se pomáhat těm, kdož přežili holokaust. V poválečném období je také příznačný růst obliby sionismu a zejména pak ve formě finanční pomoci nově vzniknuvšímu státu. Podpora Izraeli ze strany USA je do dnešní doby značná, a to zejména díky silné lobby, která vznikla již zrozením nového židovského státu, který byl americkými Židy vítán. Emigrace do Izraele z USA však byla malá.
Poválečné období je pro americké Židy obdobím neobyčejného kulturního, ekonomického a politického rozkvětu. Od 60. let přestává být patrný antisemitismus a úloha Židů prakticky ve všech odvětvích roste. V literatuře se objevují např. Arthur Miller, Allen Ginsberg či Leon Uris; ve vysokém školství je 10 % všech rektorů židovského původu; v necelých dvou dekádách mezi lety 1952-1969 je v oblasti vědy a kultury uděleno 14 Nobelových cen americkým Židům. Vzestup je patrný také v obchodní a profesní třídě a v politice (první židovský starosta New Yorku (1973) či ministr zahraničí Henry Kissinger). Velmi dobrý vývoj nastává také v zaměstnanosti (v 70. letech je podíl Židů v tzv. „profesích“ a obchodním světě na 54 %, oproti 27 % průměru v USA) a pobírání mezd (63 % židovských rodin vydělává přes 15 000 USD/rok, oproti 49 % v nežidovské populaci). Dochází také ke slábnutí náboženství a emancipaci žen.

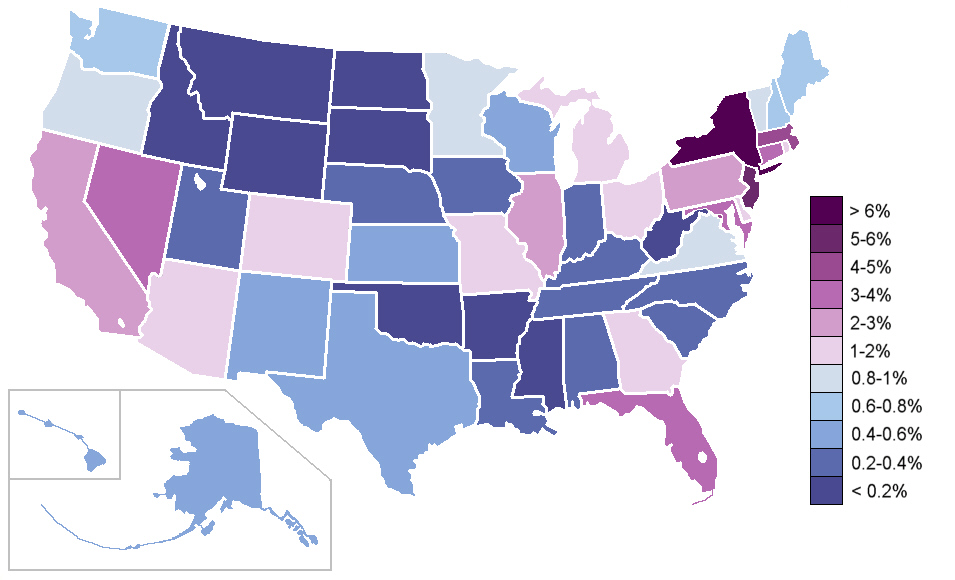
Židovská populace v USA, 2006

V populačním vývoji dochází ke stagnaci. Výraznější přistěhovalecké vlny jsou v roce 1950 (Kongres povolil imigraci 400 tisíc Evropanů) a na přelomu 70. a 80. let (imigranti ze zemí SSSR). Řada menších vln pak přichází po rozpadu Sovětského svazu začátkem 90. let. V absolutních číslech má v současné době židovská komunita ve Spojených státech 5 280 000, což je v poměru na celkové populaci 1,8%. Rozmístění židovské populace nemá nerovnoměrný charakter jako v počátcích osidlování. Zůstává však prvek urbanizace. V New Yorku žije 30 % amerických Židů (oproti 60 % z roku 1937). Velké množství Židů je také v Kalifornii (16%) či na Floridě (11%). Větší obce pak najdeme ještě ve státech New Jersey, Pensylvánie, Massachusetts, Illinois, Maryland. Rodinné příjmy jsou nadále nad celostátním průměrem. S poklesem významu náboženství souvisí i vývoj v poměru jednotlivých denominací judaismu. Reformní judaismus se pomalu vyrovnává konzervativnímu a podíl ortodoxního klesl pod 10%.